# مانثون

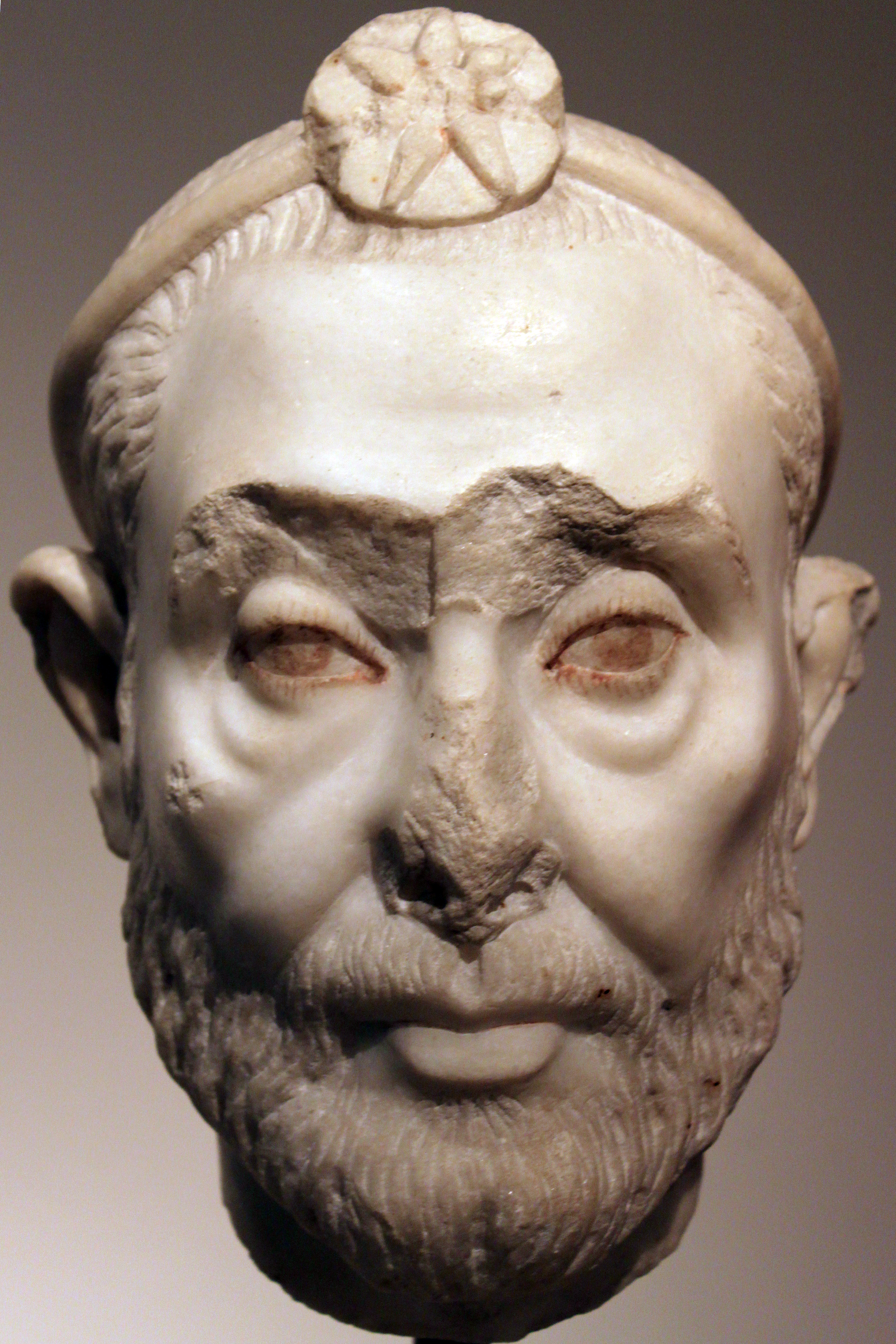
مجسمه ای از مانِثو یا مانِثون

مانِثو یا مانِثون یا مانِتون (به یونانی نوین: Μανέθων، Μανέθως)، مورخ و کاهنی مصری بود که در حدود سده سوم پیش از میلاد در عصر بطالسه زندگی می‌کرد (به‌طور مشخص در زمان بطلمیوس اول و بطلمیوس دوم و شاید هم بطلمیوس سوم)، با این وجود برخی از تاریخدانان عقیده دارند که وی اهل رم بوده و تألیف معروفش را در حدود سال ۲۰۰ میلادی انشاء نموده است. دربارهٔ وی اطلاعات دقیق و مشخص اندک است، وی بنا به روایتی به درخواست بطلمیوس اول مجموعه‌ای سی جلدی دربارهٔ تاریخ مصر نوشت. این اثر که Aegyptiaca نام دارد، شاخص‌ترین و مهم‌ترین اثر وی می‌باشد  (هر چند که آثار و نوشته‌های دیگری هم دارد) و سخت مورد توجه مصرشناسان است و اغلب به عنوان سند و مدرک گاهشماری فراعنهٔ مصر باستان به کار می‌رود. وی با اینکه گویا اهل مصر است و نوشته‌هایش هم راجع به مصر می‌باشد، ولی تنها زبانی که در نوشته‌هایش استفاده می‌کند، زبان یونانی است. او محتملاً یکی از کاهنان رع خدای عالیقدر مصری آفتاب در هلیوپولیس بوده و روایتی هم هست که کاهن اعظم بوده‌است. به عقیدهٔ دانشمندان، نوشته‌های مانثو و بروس (بروسوس) بسیار شبیه به هم هستند. یکی از دیگر آثار مانثو، بر ضد هرودوت (علیه هرودوتوس) نام دارد. بنا به روایتی وی در شهر سبنیتوس (در دلتای نیل) به دنیا آمده بود. او گویا به علت کاهن بودن، به فهرست‌های پادشاهی موجود در کتابخانه‌های معابد مصر دسترسی داشته و به متل‌های عامیانه و افسانه‌ها دربارهٔ فرعون‌های مصر نیز آشنا بوده‌است. مانثو کسی بود که تاریخ پادشاهی مصر را به دودمان‌های گوناگون تقسیم کرد و طبقه‌بندی او مورد استفاده همه مصرشناسان پس از او قرار گرفت. نام‌هایی که او برای فرعون‌های گوناگون مصر در اثرش بیان کرد، عامل پدید آمدن و فراگیر شدن نام‌های یونانی به جای نام‌های اصلی آن فرعون‌ها شد.